# Megalocoleus molliculus
Megalocoleus molliculus är en insektsart som först beskrevs av Carl Fredrik Fallén 1807.  Megalocoleus molliculus ingår i släktet Megalocoleus och familjen ängsskinnbaggar. Arten är reproducerande i Sverige. Inga underarter finns listade i Catalogue of Life.